# 舞こころ
舞 こころ（まい こころ、6月13日 - ）は、元宝塚歌劇団宙組娘役。
愛知県名古屋市、名古屋女子大学高校出身。身長163cm。愛称は「りこりん」。

## 来歴
2016年4月、宝塚音楽学校入学。
2018年4月、宝塚歌劇団に104期生として入団。入団時の成績は30番。星組宝塚大劇場公演『ANOTHER WORLD／Killer Rouge』で初舞台。
2024年5月7日付で宝塚歌劇団を退団。

## 主な舞台

### 初舞台公演
- 2018年4月～6月、『ANOTHER WORLD／Killer Rouge』（宝塚大劇場のみ）

### 宙組配属後
- 2018年10月～12月、『白鷺の城／異人たちのルネサンス』
- 2019年2月〜3月、『群盗-Die Räuber-』（梅田芸術劇場・日本青年館）グーテ
- 2019年4月〜7月、『オーシャンズ11』
- 2019年9月、『リッツ・ホテルくらいに大きなダイヤモンド』（宝塚バウホール）ミリイ
- 2019年11月〜2020年2月、『El Japón（エル ハポン）-イスパニアのサムライ-／アクアヴィーテ（aquavitae）!!〜生命の水〜』
- 2020年8月～9月、『FLYING SAPA -フライング サパ-』（梅田芸術劇場メインホール・日生劇場）
- 2020年11月～2021年2月、『アナスタシア』
- 2021年4月～5月、『Hotel Svizra House ホテル スヴィッツラ ハウス』（東京建物 Brillia HALL）アナ
- 2021年6月～9月、『シャーロック・ホームズ-The Game Is Afoot!-／Délicieux（デリシュー）!-甘美なる巴里-』新人公演：ベーカー・ストリート イレギュラーズ（本役：朝木陽彩）
- 2021年11月～12月、『バロンの末裔／アクアヴィーテ（aquavitae）!!〜生命の水〜』（全国ツアー）
- 2022年2月～5月、『NEVER SAY GOODBYE -ある愛の軌跡-』
- 2022年8月～11月、『HiGH&LOW　-THE PREQUEL-／Capricciosa（カプリチョーザ）!!』苦邪組七姉妹、新人公演：無名街の女（本役：花城さあや）
- 2023年1月、『夢現（ゆめうつつ）の先に』（宝塚バウホール）彼女の母
- 2023年3月～6月、『カジノ・ロワイヤル ～我が名はボンド～』新人公演：副支配人アンリエッタ[2]（本役：雪輝れんや）
- 2023年7月～8月、『Xcalibur エクスカリバー』（東京建物 Brillia HALL）
- 2023年9月、『PAGAD（パガド）～世紀の奇術師カリオストロ～／Sky Fantasy!』